# Anton Schreiegg
Anton Schreiegg (* 14. August 1913 in Waldsassen; † 7. September 2003 in Seestetten bei Sandbach) war ein deutscher Dichter und Buchautor.

## Leben und Wirken
Der Sohn eines Zollrates besuchte nach dem Gymnasium das Lehrerseminar in Amberg und wurde 1938 zum Volksschullehrer ernannt. Den Zweiten Weltkrieg machte er von Beginn an mit. Nach der Heimkehr aus der sowjetischen Kriegsgefangenschaft 1948 veröffentlichte er im Mai 1949 sein erstes Gedicht im Simpl mit dem Namen Gallige Sentenz. Die kurzzeilige Lyrik befasst sich dabei mit dem Menschen, auf den es keinen rechten Reim gebe, weil in ihm so „viel Ungereimtes ist“.
Beruflich war er nach dem Krieg zunächst als Volksschullehrer in Heitzenhofen an der Naab und von 1953 bis 1957 in Landau an der Isar tätig, bevor er von 1957 bis 1960 als Rektor der Lobkowitz-Realschule in Neustadt an der Waldnaab (Oberpfalz) wirkte. 1960 wurde er als Ministerialbeauftragter nach Landshut berufen und wurde Rektor der dortigen staatlichen Realschule. Dort trat er in beiden Ämtern zu Weihnachten 1977 nach 17-jähriger Amtszeit in den Ruhestand. Von 1978 bis zu seinem Tod im Jahr 2003 lebte Schreiegg im alten Forsthaus in Seestetten. Er ist auf dem Friedhof von Sandbach begraben.
Zum 40-jährigen Bestehen seiner früheren Schule in Neustadt an der Waldnaab hielt er im Jahre 1990 eine Rede mit dem Thema Mensch und Welt in der Wandlung. Er erinnerte dabei an die Wandlung der natürlichen Verhältnisse auf der Erde, vor allem durch den Menschen verursacht. In diesem Zusammenhang mahnte er auch zum Umdenken.
Einige seiner Werke sind Die Sternsinger aus dem Böhmerwald (erschienen 1966 im Laßleben Verlag) und In diesen flüchtigen Zeiten (1985). Lyrik von ihm sind Böhmerwald (Böhmerwäldler Heimatbrief, 1994, S. 54), Abwägung und Kirschenzweig (Passauer Neue Presse, 29. April 2000, Unterhaltung). Das Mitauer Hirtenspiel (erschienen 1948 im Verlag Franz Feuchtinger-Regensburg): Geschrieben im November 1945 in russischer Gefangenschaft zur Erinnerung an die Kameraden im Lager Mitau (zitiert nach dem dortigen Vorwort).

## Auszeichnungen
- 1966: Nordgau-Kulturpreis der Stadt Amberg in der Kategorie „Nordgauförderung“
- 1992: Goldene Ehrennadel des Oberpfälzer Kulturbundes